# Ludvinci
Ludvinci is een plaats in de gemeente Trpinja in de Kroatische provincie Vukovar-Srijem. De plaats telt 133 inwoners (2001).